# Elaphidion wappesi
Elaphidion wappesi là một loài bọ cánh cứng trong họ Cerambycidae.